# Liste der Mitglieder der Deutschen Akademie der Naturforscher Leopoldina/1773
Die Liste der Mitglieder der Deutschen Akademie der Naturforscher Leopoldina für 1773 enthält alle Personen, die im Jahr 1773 zum Mitglied ernannt wurden. Insgesamt gab es 15 neu gewählte Mitglieder.

## Mitglieder
| Nr. | Name                              | Beiname                 | Geboren       | Aufnahme | Gestorben     | Sektion   | Bild                        | Datenbank                         |
| --- | --------------------------------- | ----------------------- | ------------- | -------- | ------------- | --------- | --------------------------- | --------------------------------- |
| 777 | Johann Christian Kerstens         | Martianus               | 17. Dez. 1713 | 31. Mrz. | 5. Juni 1801  | Medizin   |                             | Johann Christian Kerstens         |
| 778 | Luiz José Pereira                 | Hermogenes II.          | 1724          | 12. Mai  | 1774          | Medizin   |                             | Luiz José Pereira                 |
| 779 | Antonio Capdevila                 | Diophanes               | 1722          | 12. Mai  | 1. Nov. 1776  | Botanik   |                             | Antonio Capdevila                 |
| 780 | Louis-Claude Bourdelin            | Artephius               | 18. Okt. 1696 | 14. Mai  | 13. Sep. 1777 | Chemie    |                             | Louis-Claude Bourdelin            |
| 781 | Franz Du Jardain                  | Ammonius                |               | 14. Mai  |               | Chirurgie |                             | Franz Du Jardain                  |
| 782 | Anton von Störck                  | Mithridates II.         | 21. Feb. 1731 | 20. Jun. | 11. Feb. 1803 | Medizin   | Anton von Störck            | Anton Frhr. von Störck            |
| 783 | Christian Ernst Hanßelmann        | Dionysius Halicarnassus | 8. Juli 1699  | 30. Jul. | 26. Aug. 1776 |           | Christian Ernst Hanßelmannk | Christian Ernst Hanselmann        |
| 784 | Sebastian Pauli                   | Hermogenes III.         |               | 30. Jul. |               | Medizin   |                             | Sebastian Pauli                   |
| 785 | Girolamo Lucchesini               | Aristippus              | 7. Mai 1751   | 30. Jul. | 19. Okt. 1825 |           | Girolamo Lucchesini         | Girolamo Lucchesini               |
| 786 | Hermann Schützer von Schützerkran | Euelpistus              | 1713          | 1. Aug.  | 1802          | Chirurgie |                             | Hermann Schützer von Schützerkran |
| 787 | Heinrich Palmaz von Leveling      | Heraclianus III.        | 28. Aug. 1742 | 12. Dez. | 9. Juli 1798  | Chirurgie |                             | Heinrich Palmaz von Leveling      |
| 788 | Pasquale Adinolfi                 | Caesareus II.           |               | 15. Dez. |               | Medizin   |                             | Paschal Adinolphi                 |
| 789 | Georg Hasenöhrl von Lagusius      | Alexander Trallianus    | 1729          | 15. Dez. | 1796          | Medizin   |                             | Georg Hasenöhrl von Lagusius      |
| 790 | Hannibal Mariotti                 | Cratevas III.           | 1738          | 15. Dez. | 1801          | Botanik   |                             | Hannibal Mariotti                 |
| 791 | Johann Gottlob Leidenfrost        | Artemon                 | 27. Nov. 1715 | 20. Dez. | 2. Dez. 1794  | Medizin   | Johann Gottlob Leidenfrost  | Johann Gottlob Leidenfrost        |

## Hinweis zu den Lebensdaten
In der Liste sind zunächst die Lebensdaten gemäß Archiv der Leopoldina aufgenommen. Diese beziehen sich bei noch nicht erstellten Namensartikeln auf die Angaben gem. Neigebaur (1860), Ule (1889) und dem Abgleich mit Wikidata. Die Lebensdaten im später erstellten Namensartikel können daher noch von den Lebensdaten in der Liste abweichen.